# Tanja Logvin
Tatjana "Tanja" Logvin eller Logwin (ryska: Татьяна Логвин, ukrainska: Тетяна Логвін), född 25 augusti 1974 i Zaporizjzja i dåvarande Sovjetunionen, är en ukrainskfödd österrikisk handbollstränare och tidigare handbollsspelare (vänsternia). Hon spelade 107 landskamper och gjorde 820 mål för Österrikes landslag. Med Hypo Niederösterreich vann hon Champions League två gånger, 1998 och 2000.
Logvin deltog i olympiska sommarspelen 2000.

## Klubbar

### Som spelare
- HK Motor Zaporizjzja (1990–1996)
- ŽRK Budućnost (1996–1997)
- Hypo Niederösterreich (1997–2003)
- RK Krim (2003–2004)
- Hypo Niederösterreich (2004–2006)
- Aalborg DH (2006–2009)
- Vendsyssel Håndbold (2012)

### Som tränare
- Vendsyssel Håndbold (2011–2012)
- Aalborg DH (2012)
- HL Buchholz 08-Rosengarten (2017–2018)
- Sport-Union Neckarsulm (2018)
- SV Union Halle-Neustadt (2018–2020)
- Sport-Union Neckarsulm (2020–)